# 古賀一臣
古賀 一臣（こが かずおみ）は、日本のアニメ演出家、アニメ監督。

## 経歴・人物
代々木アニメーション学院出身。当初はJ.C.STAFFでアニメーション制作工程における仕上げでのスキャン作業を担当しており、3年程の勤務後、演出志望を理由に退職。その後代々木アニメーション学院にてバイト講師を1年勤め、スタジオコクピットの仕上げ部門（通称『浅田部屋』）にてスキャン作業のバイト採用。『ポケットモンスター アドバンスジェネレーション』の第100話「トクサネジム! ソルロックとルナトーン!」に初参加した後、当時急遽欠員の出たオー・エル・エム TVポケモン班に設定管理で再就職。次作『ポケットモンスター ダイヤモンド&パール』にてオー・エル・エムからスタジオコクピットに移籍。仕上げと平行しながらも、初演出となる第18話「クロガネジムふたたび! 決戦ラムパルド!!」から演出家として各話の絵コンテ・演出を担当するようになり、同シリーズに深く携わるようになる。
アニメシリーズ『ポケットモンスター』を制作するオー・エル・エム以外の作品にも、スタジオコクピットに所属しながら演出家として多数参加するようになる。2014年に『僕らはみんな河合荘』では助監督を担当後、2015年に『雨色ココア Rainy colorへようこそ!』でショートTVアニメ初監督。
2016年のスタジオコクピット解散後はフリーランスの演出家として活躍の場を広げ、2020年に『彼女、お借りします』でTVシリーズ30分アニメ初監督を務めた。
2022年に合同会社Old Oneを設立。
年間2〜3本の監督業を務め、近年は監督作のアニメのイベントやラジオ等にもゲストで参加する等、本業以外も精力的に活動している

## 参加作品

### テレビアニメ
2000年
- へっぽこ実験アニメーション エクセル♥サーガ（デジタル仕上げ）

2001年
- 魔法戦士リウイ（デジタルペイント）

2002年
- ポケットモンスター アドバンスジェネレーション（2002年 - 2006年、#114-163、165、167、169、172、173設定管理・#100仕上げ）

2005年
- ドラえもん（第2作第2期）（演出）

2006年
- Gift 〜ギフト〜 eternal rainbow（演出）
- ポケットモンスター ダイヤモンド&パール（2006年 - 2010年、絵コンテ・演出・仕上げ）

2007年
- ながされて藍蘭島（演出）
- ポケモン不思議のダンジョン 時の探検隊・闇の探検隊（仕上げ）
- さぁイコー! たまごっち（2007年 - 2008年、絵コンテ・演出）

2008年
- 鉄腕バーディー DECODE（絵コンテ・演出）

2009年
- 戦場のヴァルキュリア（演出）
- 鉄腕バーディー DECODE:02（絵コンテ・演出・演出助手）
- バトルスピリッツ 少年激覇ダン（2009年 - 2010年、絵コンテ・演出）
- たまごっち!（2009年 - 2012年、仕上げ）

2010年
- ポケットモンスター ベストウイッシュ（2010年 - 2012年、絵コンテ・演出・仕上げ）

2011年
- ポケットモンスター ダイヤモンド&パール 特別編（演出・仕上げ）

2012年
- ポケットモンスター ベストウイッシュ シーズン2（2012年 - 2013年、絵コンテ・演出・仕上げ）

2013年
- はたらく魔王さま！（演出）
- カードファイト!! ヴァンガード リンクジョーカー編（演出）
- ポケットモンスター ベストウイッシュ シーズン2 エピソードN（絵コンテ・演出・仕上げ）
- ポケットモンスター ベストウイッシュ シーズン2 デコロラアドベンチャー（絵コンテ・演出・ED絵コンテ・ED演出・仕上げ）
- ポケットモンスター XY（2013年 - 2016年、絵コンテ・演出）

2014年
- 僕らはみんな河合荘（#1-4助監督・絵コンテ・演出）
- 遊☆戯☆王ARC-V（2014年 - 2017年、絵コンテ・演出）
- フューチャーカード バディファイト（2014年 - 2015年、絵コンテ・演出）
- アイカツ!（演出）
- アカメが斬る!（演出）
- 繰繰れ! コックリさん（演出）

2015年
- カードファイト!! ヴァンガードG（演出）
- 長門有希ちゃんの消失（演出）
- Classroom☆Crisis（演出）
- NHKスペシャル アニメドキュメント あの日、僕らは戦場で（アニメパート監督・絵コンテ・演出）
- 雨色ココア Rainy colorへようこそ!（監督）
- DD北斗の拳2（演出・原画）

2016年
- Re:ゼロから始める異世界生活（絵コンテ・演出）
- くまみこ（演出）
- 怪盗ジョーカー（演出）
- エンドライド（演出）
- マクロスΔ（演出）
- SHOW BY ROCK!!#（演出）
- ろんぐらいだぁす!（演出）

2017年
- カードファイト!! ヴァンガードG NEXT（ED演出）
- ベイブレードバースト（演出）
- 恋愛暴君（演出）
- ピカイア!!（演出）
- ナナマル サンバツ（助監督・絵コンテ・OPED演出）
- ゲーマーズ!（絵コンテ）
- Just Because!（演出）
- リルリルフェアリル〜魔法の鏡〜（演出）

2018年
- Fate/EXTRA Last Encore（演出）
- シュタインズ・ゲート ゼロ（演出）
- クレヨンしんちゃん（演出）
- ヲタクに恋は難しい（演出）
- ゴールデンカムイ（演出）
- 異世界魔王と召喚少女の奴隷魔術（演出）
- ゾイドワイルド（演出）
- 悪偶 -天才人形-（絵コンテ・演出）
- ゴブリンスレイヤー（絵コンテ・演出）

2019年
- 炎炎ノ消防隊（演出）

2020年
- Re:ゼロから始める異世界生活 2nd season（2020年 - 2021年、絵コンテ・演出）
- 彼女、お借りします（監督・絵コンテ・演出）

2021年
- キングスレイド 意志を継ぐものたち（演出）
- 五等分の花嫁∬（演出）
- やくならマグカップも（演出）
- SHAMAN KING（演出）
- マジカパーティ（演出）

2022年
- 彼女、お借りします（第2期、監督・絵コンテ・演出）
- 森のくまさん、冬眠中。（監督・絵コンテ・演出）
- 異世界迷宮でハーレムを（演出）
- 黒の召喚士（演出）
- 異世界おじさん（演出）

2023年
- 久保さんは僕を許さない（監督・絵コンテ・演出）
- 夢見る男子は現実主義者（監督・絵コンテ・演出）
- てんぷる（監督・絵コンテ・演出）

2024年
- 出来損ないと呼ばれた元英雄は、実家から追放されたので好き勝手に生きることにした（監督）
- 魔王様、リトライ!R（監督・演出）
- 合コンに行ったら女がいなかった話（監督）

2025年
- マジック・メイカー 〜異世界魔法の作り方〜（監督・絵コンテ・演出）
- 彼女、お借りします（第4期、監督・絵コンテ・演出・ED絵コンテ・ED演出）
- フードコートで、また明日。（監督）
- デブとラブと過ちと!（監督）
- 友達の妹が俺にだけウザい（監督）

### 劇場アニメ
- 劇場版ポケットモンスター ダイヤモンド&パール ディアルガVSパルキアVSダークライ（2007年、仕上げ）
- 劇場版ポケットモンスター ダイヤモンド&パール ギラティナと氷空の花束 シェイミ（2008年、仕上げ）
- 劇場版ポケットモンスター ダイヤモンド&パール アルセウス 超克の時空へ（2009年、仕上げ）

### OVA
- 紺碧の艦隊（1993年 - 2003年、#21-24デジタル・ペイント）
- 旭日の艦隊（1997年 - 2002年、#10-14デジタル・ペイント）
- エイリアン9（2001年 - 2002年、デジタル仕上）
- ねこぢる草（2001年、デジタルペイント）
- ピカチュウのなつまつり（2004年、仕上げ）
- ピカチュウのおばけカーニバル（2005年、設定管理）
- ピカチュウのわんぱくアイランド（2006年、制作進行）
- ピカチュウたんけんクラブ（2007年、仕上げ）
- ピカチュウ 氷の大冒険（2008年、仕上げ）
- うたえメロエッタ リンカのみをさがせ（2012年、絵コンテ・演出）

### Webアニメ
- 月曜日のたわわ（2016年、絵コンテ・演出）
- みどりのくにのおともだち こえだちゃん（2017年、絵コンテ・演出）
- がんばれ同期ちゃん（2021年、監督・絵コンテ・演出）
- じゃんたま カン!!（2024年、監督[14]・脚本[14]）